# Estádio Leôncio de Souza Miranda
O Estádio Leôncio de Souza Miranda, popularmente conhecido como "Mirandão", é um estádio de futebol brasileiro, localizado na cidade de Araguaína, no estado do Tocantins.
O nome do estádio homenagea o ex-prefeito de Tupirama, Leôncio de Souza Miranda.
Construído dentro das normas da Confederação Brasileira de Futebol (CBF) e projetado pela Secretaria da Infra-Estrutura do Estado (SEINF), possuindo capacidade para dez mil espectadores é o segundo maior estádio do Tocantins, perdendo somente para o Nilton Santos da capital Palmas. Em sua construção, foram investidos 22,9 milhões de reais.
É utilizado pelo Araguaína Futebol e Regatas para o mando de seus jogos.

## Inauguração
O Estádio Mirandão foi inaugurado no dia 7 de fevereiro de 2009, com o confronto entre Araguaína e Goiás. As festividades de inauguração iniciaram às 18 horas, com o descerramento da placa pelo governador Marcelo Miranda. Meia hora mais tarde, ocorreu um jogo preliminar entre veteranos de Araguaína e Amigos do Governador, que terminou empatada em 1 a 1. Às 19 horas, foi realizada a partida principal.
Antes do principal evento da inauguração, houve um minuto de silêncio em homenagem ao Secretário Estadual da Fazenda Dorival Roriz e ao árbitro Edmilson Souza. A partida foi vencida pela equipe visitante pelo placar de 2 a 1. Aos 30 minutos, o Goiás abriu o placar, após cobrança de falta de Raphael Luz. Fernando empatou para o Araguaína aos 40 do primeiro tempo, em cobrança de pênalti. Aos 19 minutos, o atacante Raul sofreu um pênalti e marcou o gol da vitória do Goiás. O meia Raphael Luz recebeu uma placa em homenagem ao primeiro gol oficial marcado no estádio.
Após a inauguração do Mirandão, foi realizado um show musical regional e a apresentação da banda Cia do Kalipso no estacionamento do estádio.

## Estrutura
O Mirandão possui uma área total de 20.868 m², gramado com sistemas de irrigação automática e de drenagem, arquibancada parcialmente coberta, estacionamento com capacidade para duas mil vagas (com área de 50.000 m²), portão de acesso de veículos ao campo, dois vestiários completos para times (contendo uma área para troca de roupa com armário e uma área de aquecimento com piso sintético), vestiários para a arbitragem (masculino e feminino), seis cabines de rádio e TV interligadas diretamente com o campo, ala privativa com tribuna de honra, área de alimentação e sanitários para o público em geral (dois masculinos e dois femininos), posto policial e médico (com áreas privativas para ambulância), acessos por rampas laterais e duas bilheterias frontais. Também é o primeiro estádio tocantinense a dispôr de um placar eletrônico.